# Europa, Mellanöstern och Afrika
Europa, Mellanöstern och Afrika vanligen förkortat EMEA (från engelska Europe, the Middle East and Africa) är en regional beteckning som omfattar Europa, Mellanöstern och Afrika eller, om Indien ingår, EMEIA. Namnet används för att beskriva ett marknadsområde, ett affärsområde eller staterna. Det är vanligast bland nordamerikanska företag. Området innefattar vanligen inte Ryssland.

### Notförteckning
1. ↑  ”Westinghouse, About, EMEA (Westinghouse Europe/Middle East/Africa)”. Westinghouse. http://www.westinghousenuclear.com/About/Regional-Operations/EMEA. Läst 6 januari 2018.